# Marián Andrej Pacák
Marián Andrej Pacák CSsR (ur. 24 kwietnia 1973 w Lewoczy) – słowacki duchowny Kościoła katolickiego obrządku bizantyjsko-słowackiego posługujący w Kanadzie, redemptorysta, w latach 2018–2020 eparcha Toronto. 

## Życiorys
Święcenia prezbiteratu przyjął 12 lipca 1998 jako członek zakonu redemptorystów. Po kilkuletnim stażu wikariuszowskim został skierowany na studia do rzymskiej Akademii Alfonsjańskiej. Po powrocie do kraju został wiceprowincjałem, a po studiach w Lublinie objął funkcję kapelana klasztoru we Vranovie nad Topľou.
5 lipca 2018 został mianowany eparchą Toronto. 
Sakrę otrzymał 2 września 2018. 
20 października 2020 papież Franciszek przyjął jego rezygnację z funkcji eparchy Toronto.